# Remigio Gandásegui y Gorrochátegui

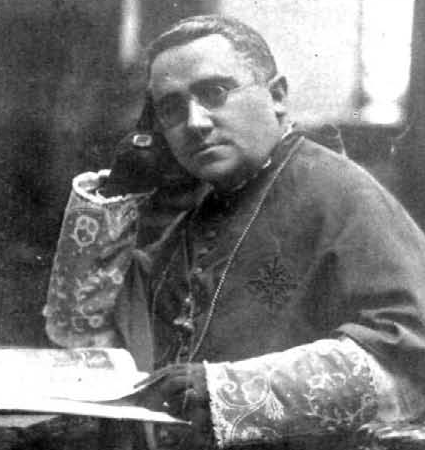
Bischof Remigio Gandásegui y Gorrochátegui 1912 als Prälat von Ciudad Real

Remigio Gandásegui y Gorrochátegui (* 4. Januar 1871 in Galdácano; † 16. Mai 1937 in Valladolid) war ein spanischer römisch-katholischer Geistlicher und Erzbischof von Valladolid.

## Leben
Er empfing am 27. Mai 1894 das Sakrament der Priesterweihe.
Am 27. März 1905 wurde er zum Titularbischof von Dora ernannt und zugleich zum Prälaten der Territorialprälatur Ciudad Real bestellt. Die Bischofsweihe spendete ihm am 16. Juli 1905 der Erzbischof von Saragossa, Juan Soldevilla y Romero; Mitkonsekratoren waren José López Mendoza y García OESA, Bischof von Pamplona, und Antolín López y Peláez, Bischof von Jaca. Am 28. Mai 1914 wurde er Bischof von Segovia und wurde am 22. April 1920 zum Erzbischof von Valladolid ernannt.